# 大韓航空機YS-11ハイジャック事件
大韓航空機YS-11ハイジャック事件（だいかんこうくうきYS-11ハイジャックじけん）は、1969年12月11日に大韓航空（KAL）の旅客機が朝鮮民主主義人民共和国（北朝鮮）の諜報員によってハイジャックされた事件である。
この事件は、1958年の滄浪号ハイジャック事件に次ぐ大韓民国史上二番目の政治的な航空事件であり、翌1970年のよど号ハイジャック事件に対する韓国当局の対応にも影響を与えた。また、事件後に乗員や一部の乗客が北朝鮮から帰郷を果たせなかったことから、北朝鮮による拉致事件であるといえる。なお、この事件により、製造元の日本航空機製造が大韓航空にリースしていた日本の国産旅客機YS-11が北朝鮮に強奪された。

## 事件の概要

### ハイジャック
1969年12月11日、韓国国内線として運航されていた江陵発ソウル行きの大韓航空機（日本航空機製造YS-11：登録番号HL5208、製造番号2043）は、ほぼ満席の乗客47人と乗組員4人を乗せて午後12時25分（韓国標準時）に離陸した。
しかし離陸10分後、大関嶺上空でハイジャックされ、軍事境界線を越えて、午後1時18分に北朝鮮の元山付近の宣徳飛行場に着陸した。北朝鮮当局は事件の翌日、操縦士2人の記者会見を通して「両操縦士がすすんで北朝鮮に脱出した」と発表し、操縦士による「亡命」であると主張した。しかし実際には、北朝鮮諜報部門による拉致工作であった。後に解放された乗客の証言や韓国当局の発表によれば、乗客として「韓昌基」という偽名で一番前の席に座っていた元憲兵であり北朝鮮スパイの趙昶煕（当時42歳）が離陸後コックピットに侵入し、柳炳夏機長にピストルを突きつけ北朝鮮に向かうように脅迫したという。人質になった人々は、北朝鮮の戦闘機3機が宣徳から平壌までエスコート飛行し、諜報員は平壌に着くと軍関係者に迎えられ、車で走り去ったこと、また、乗客乗員50人は飛行機から降ろされる前に目隠しされたことを証言している。

### 交渉
事件後、北朝鮮はこの事件で人質となった乗員・乗客を政治的交渉のカードとして扱おうとした。1969年12月22日、国連軍の要請により板門店で「軍事停戦委員会秘書長会議」が開かれ、国連軍側は乗客・乗員及びに機体の早速な送還を要求した。これに対し、北朝鮮側は国連軍の介入する問題ではないと主張して人質外交を展開する予兆を現わし、「亡命したはずの操縦士」以外の乗員乗客をただちに送還する姿勢を見せなかった。
しかし、この事件は国際的な非難を呼んで、国際連合は直ちに非難決議を採択した。こうしてハイジャック事件の長期化に対する国際世論が悪化すると、事件から55日（約2か月）後の1970年2月5日に、北朝鮮は民間による送還交渉団体の結成が提議されている途中で、民間人乗客の送還を約束した。ところが南北当局による事件処理をめぐり一触即発の危機的状況になると、北朝鮮は送還予定日当日に約束を破った。

### 未帰還の被害者
事件から66日目の1970年2月14日になって、搭乗者のうち乗客39名（男性32人、女性7人）は板門店経由で送還されたが、残り11名は北朝鮮に抑留されたままとなった。同年3月9日、当時の韓国大統領朴正煕は、国際連合のウ・タント事務総長に11名の失踪に関する書簡を送ったものの、国連側は北朝鮮に圧力を加える力がないという反応を見せている。
2023年現在に至るまで、犯人を除く乗員4人と乗客の7人の計11名は帰還せず、機体も返還されていない（機体については後述）。そのためこの11名は韓国政府から北朝鮮による拉致被害者として認定されている。拉致者の姓名、当時の年齢、住所・職業は以下の通りである。
- 柳炳夏 (38歳) ソウル・龍山、機長
- 崔石満[2] (37歳) ソウル・城北、副操縦士
- 鄭敬淑[2] (24歳) ソウル・永登浦、乗務員
- 成敬姬[2] (23歳) ソウル・城北、乗務員
- 李東起[2] (49歳) 慶尚南道・密陽、合同印刷所
- 黄元[2] (32歳) 江原道・江陵、アナウンサー
- キム・ボンジュ (27歳) 江原道・江陵、記者
- 蔡憲德[2] (37歳) 江原道・江陵、病院長
- 林哲洙[2] (49歳) 江原道・楊口、会社員
- 張基英[2] (40歳) 京畿道・議政府、飲食業
- 崔貞雄[2] (28歳) 江原道・原州、韓国スレート[1]

## 事件のその後
翌年発生したよど号ハイジャック事件では、犯人グループが乗客と乗員を乗せたままソウルから平壌へ向かうことを希望したものの、韓国当局が平壌行きを強く拒絶したのは、この事件のように犯行グループだけでなく機体が奪われ、乗客・乗員も拉致されると危惧したためである。
2001年の南北離散家族再会事業において無作為に選ばれた参加者の1人が、ハイジャック機に搭乗していた客室乗務員の成敬姬であった。彼女は32年ぶりに母親と再会した際、他の乗員は2001年時点で生存しており、平壌周辺で生活している、北朝鮮に到着した日以降、他の拉致被害者たちの姿を見てはいないが、彼らが無事だと聞いている、と話した。しかし、北朝鮮側が「自ら越北してきたもの」と主張しているため、事件の真相などに関わる話題については会話出来なかったという。なお、乗員4人の生存は確認されたが、乗客7人の安否は不明のままである。

## ハイジャック機について
ハイジャックされた日本航空機製造YS-11（機体記号HL5208）はリース機であり、航空機登録上は大韓航空が使用できるように韓国籍にされていたが、所有権はメーカーである日本航空機製造が持っていた。機体が北朝鮮に強奪されたため、所有者の日本航空機製造に損失が生じたが、大韓航空は被害者であり請求することもできず、また北朝鮮政府からは損失補償される見込みもないため、代金の取立て不能とみなされ貿易保険によって日本航空機製造に対して損失補填されたという。
その後のYS-11については事件以後長らく明らかでなかったが、2007年に著された北京市科学技術委員会の技報により、1973年から1974年にかけて、北京首都国際空港の整備工場である中国民航101廠（101工場。現在の北京飛機維修工程有限公司）に運び込まれ、大規模な修理が行われていたことが判明した。それによると、長年地上に放置されていたと思われる機体は、オイル漏れのほか、オーバーヒートによるエンジンの基幹部の損傷や部品の損耗劣化が激しかったが、4,000時間を超える修理や検査、改造により、1974年6月に北朝鮮から派遣された要員による検収を経て、北朝鮮側に引き渡された。一方で、これ以後の消息や用途については依然不明のままである。